# Гранди (округ, Миссури)
Округ Гранди (англ. Grundy County) — округ штата Миссури, США. Население округа на 2009 год составляло 10 047 человек. Административный центр округа — город Трентон.

## История
Округ Гранди основан в 1839 году.

## География
Округ занимает площадь 1129.2 км2.

## Демография
Согласно оценке Бюро переписи населения США, в округе Гранди в 2009 году проживало 10 047 человек. Плотность населения составляла 8.9 человек на квадратный километр.